# Савиль, Дженни
Дженни Савиль (Jenny Saville; 1970, Кембридж, Великобритания, живёт и работает в Лондоне) — современная британская художница, одна из Молодых британских художников. Известна монументальными образами женщин.
В конце последипломного образования Савиль, ведущий британский коллекционер искусства Чарльз Саатчи купил её работы и сделал заказ на следующие два года. В 1994 году художница провела много часов наблюдая пластические операции в Нью-Йорке. Савиль не соответствует привычным представлениям публики о Молодых британских художниках, так как она посвятила своё творчество традиционной фигуративной живописи маслом. Её живописный стиль сравнивают с манерой Люсьена Фрейда и Рубенса. Фигуры на её полотнах обычно больше натуральной величины. Напластования краски дают чувственное ощущение поверхности кожи и массы тела. Савиль иногда добавляет отметки на тело, такие как белые кольца.
С момента её дебюта в 1992, внимание Савиль переместилось от женского тела на темы «неопределенного пола». Художница пишет картины большого формата транссексуалов и трансвеститов. Её опубликованные наброски и документы включают фотографии липосакций, травм, болезненных состояний и транссексуалов. Её живопись «Strategy» (South Face/Front Face/North Face) появилась на обложке третьего альбома группы «Manic Street Preachers», «The Holy Bible», а «Stare» (2005) — на обложке девятого альбома, «Journal For Plague Lovers» (2009).

## Персональные выставки
| - 2005 MACRO Museo d´Arte Contemporanea Roma, Рим - 2003 Migrants, Gagosian Gallery, Нью-Йорк - 1999 Gagosian Gallery, Лондон |